# القوفي
القوفي،أو جبل القوفي، في الكتلة الصخرية القل (مسيف القل)، هو جبل يقع في الجزء الشرقي من منطقة القبائل الشرقية، سلسلة الساحلية واسعة من الأطلس التلي في شمال شرق الجزائر. يرتفع جبل جوفي إلى 1 183 متر فوق مستوى سطح البحر.
في الجزء العلوي من الجبل، يوجد ضريح المرابط الموقر.

## روابط خارجية
- جولة إلى جبل القوفي - الزيتونة على يوتيوب